# Pete Jolly
Peter A. Ceragioli (* 5. Juni 1932 in New Haven, Connecticut; † 6. November 2004 in Pasadena, Kalifornien) war ein US-amerikanischer Jazz-Pianist und Akkordeonist und vor allem bekannt durch seine Arbeit an Soundtracks zu diversen Fernsehfilmen sowie Fernsehserien.

## Leben und Wirken
Jolly begann das Akkordeonspielen im Alter von drei Jahren. 1940 trat er als „The Boy Wonder Accordionist“ in der Radioshow Hobby Lobby auf. Der Radiosprecher hatte Schwierigkeiten mit seinem italienischen Namen und nannte ihn daraufhin Pete Jolly. Das gefiel ihm so gut, dass er diesen als Künstlernamen übernahm. 1955 erschien auf RCA Victor als Album Jolly Jumps In, an dem Jazzmusiker wie Jimmy Giuffre, Shorty Rogers, Howard Roberts, Curtis Counce und Shelly Manne mitwirkten und auf denen Jolly teilweise auf dem Akkordeon zu hören ist.
Seine Komposition Little Bird war 1963 für einen Grammy Award nominiert. 1964 gründete er das Pete Jolly Trio, aber auch als Solo-Künstler nahm er einige Alben auf und arbeitete mit teils bekannten Jazz-Künstlern wie Buddy DeFranco, Art Pepper und Red Norvo zusammen. 
Jolly's Musik kann man in verschiedenen Fernsehproduktionen wie Get Smart, The Love Boat, I Spy, Mannix,  M*A*S*H, und Dallas, sowie in Filmsoundtracks hören. Zu seinen letzten Alben gehören das 1969 live im Jazzclub Donte’s eingespielte Album Timeless (mit dem Bassisten Chuck Berghofer und dem Schlagzeuger Nick Ceroli) sowie Yeah! (1995).
Er starb in Pasadena an Komplikationen von Knochenkrebs. Sein Leben stand ganz im Zeichen der Musik, so hatte der Pianist der „Los Angeles Times“ einmal anvertraut: „Ich hatte das Glück viele Dinge zu tun, die ich machen wollte. Du gehst hinaus, spielst was Du willst und die Leute genießen es. Für mich war es ein schönes Leben.“